# La Veta
La Veta è una città della contea di Huerfano, Colorado, Stati Uniti. La popolazione era di 800 abitanti al censimento del 2010.

## Geografia fisica
Secondo l'Ufficio del censimento degli Stati Uniti, ha una superficie totale di 1,37 mi² (3,55 km²).

## Storia
Il colonnello John M. Francisco, il vivandiere di Fort Garland, e il suo socio in affari, Henry Daigre, acquistarono 48.000 acri di terra nella Cuchara Valley nel 1862. La terra faceva parte della concessione terriera di Vigil. Fondarono un insediamento per agricoltori e allevatori, con Francisco Fort come centro commerciale. L'edificio di 100 piedi quadrati è stato costruito con pareti di mattoni spesse 2 piedi, stanze interne, che si aprivano su una piazza centrale. Fu costruito con un tetto piano con aperture per i cannoni lungo i parapetti. Nel 1863, il forte fu attaccato da un gruppo di Ute. Gli uomini salirono sul tetto per difendere il forte e un volontario andò a Fort Lyon. Gli Ute si ritirarono, però, prima che arrivassero le truppe.
Nel 1871, l'insediamento fu chiamato Spanish Peak e fu istituito un ufficio postale. Nuovi coloni arrivarono nell'area con l'arrivo della Denver & Rio Grande Railroad. La ferrovia a scartamento ridotto, che attraversava La Veta Pass, era il più alto valico ferroviario degli Stati Uniti all'epoca. Un deposito ferroviario fu costruito in un isolato a nord del forte e la città venne collegata alla linea ferroviaria nel 1876. Il forte è ora gestito dalla Huerfano Historical Society. Un ufficio postale chiamato La Veta è operativo dal 1876. La comunità prende il nome da un giacimento minerario vicino al sito originario della città, La Veta significa "il filone" in spagnolo.
La mattina dell'8 novembre 1913, William Gambling, un minatore che si era rifiutato di prendere parte allo sciopero della United Mine Workers of America contro la Colorado Fuel and Iron, fu intercettato e avvicinato da un gruppo di scioperanti mentre si stava recando al dentista a La Veta. Ha lasciato l'ufficio del dentista più tardi ed è stato prelevato da un'auto con tre guardie minerarie e un autista. L'auto venne colpita da una raffica di arma da fuoco, uccidendo tutti tranne Gambling. Almeno cinque uomini furono arrestati dalla Colorado Army National Guard in seguito a questo evento, parte delle prime fasi della guerra dei bacini carboniferi del Colorado.

## Società

### Evoluzione demografica
Secondo il censimento del 2010, la popolazione era di 800 abitanti.